# میکائیل ایشاک
میکائیل ایشاک (انگلیسی: Mikael Ishak؛ زادهٔ ۳۱ مارس ۱۹۹۳) بازیکن فوتبال اهل سوئد است.
از باشگاه‌هایی که در آن بازی کرده‌است می‌توان به باشگاه فوتبال کلن، باشگاه فوتبال پارما، باشگاه فوتبال آشوری‌ها، باشگاه فوتبال نورنبرگ، باشگاه فوتبال سنت گالن، باشگاه فوتبال راندرس، و باشگاه فوتبال کروتونه اشاره کرد.
وی همچنین در تیم‌های ملی فوتبال زیر ۲۱ سال سوئد و سوئد بازی کرده‌است.